# 越知バイパス
越知バイパス（おちバイパス）は高知県越知町福地から同町文徳に至る、延長1.42kmの国道33号バイパスとして建設された道路で、交通混雑の緩和及び交通安全の確保を図ることを目的としたものである。旧道は、越知町内の人家密集区間を通過しており交通混雑をまねいていた。また終点部に位置する越知橋は、設計荷重８ｔで幅員4.6mで大型車の通行に支障を生じていた。

## 概要[1]
- 起点：越知町越知字福知
- 終点：越知町文徳
- 延長：1.42km
- 規格：第4種第2級
- 車線数：完成2車線
- 道路幅員：12m
- 車線幅員：3.0m
- 設計速度：50km/h

## 沿革
- 1966年（昭和41年） 用地着手[2]
- 1968年（昭和43年） 工事着手[2]
- 1970年（昭和45年））3月 供用[2]

## 通過市町村
- 越知町

## 当該道路の位置関係
- （松山方面） - 国道33号
- （高知方面） - 国道33号

## 主な構造物
- 越知橋　延長245m　幅員12m[2]